# Via Porticata
La Via Porticata è stata una strada monumentale che era situata fuori dalle mura cittadine di Mediolanum (l'odierna Milano), che iniziava a Porta Romana d'epoca romana terminando dopo 600 metri in direzione Placentia (la moderna Piacenza) con un arco trionfale (lat. arcus). Rappresentava un imponente ingresso per chi proveniva da Roma attraverso la via Mediolanum-Placentia.

## Storia

L'antica Milano romana (Mediolanum) sovrapposta alla Milano moderna. Il rettangolo più chiaro al centro, leggermente sulla destra, rappresenta la moderna piazza del Duomo, mentre il moderno Castello Sforzesco si trova in alto a sinistra, appena fuori dal tracciato delle mura romane di Milano. Al centro, indicato in rosso salmone, il foro romano di Milano, mentre in verde il palazzo imperiale romano di Milano

Il motivo della costruzione della via Porticata era legato al fatto di dotare Mediolanum, capitale dell'Impero romano d'Occidente, di un ingresso monumentale per chi proveniva da Roma attraverso la via Mediolanum-Placentia. Era costituita, seguendo la direzione da Placentia (la moderna Piacenza) verso Mediolanum (l'odierna Milano), da un arco trionfale  (lat. arcus) e da una strada monumentale costeggiata da portici con colonne, dove erano situate botteghe e negozi, che portava a Porta Romana d'epoca romana, varco cittadino situato lungo le mura difensive, grazie alla quale si entrava poi in città.
Costruita durante il periodo repubblicano dell'epoca romana, era ricavata nella cinta delle mura romane di Milano. Venne fatta presumibilmente erigere, insieme alle mura, da Cesare dopo l'assunzione di Mediolanum al rango di municipium nell'anno 49 a.C., oppure in seguito da Ottaviano. Doveva la sua denominazione a Giovio, ovvero all'epiteto dell'imperatore Diocleziano.
La costruzione della via Porticata è legata all'orientamento degli edifici nel foro romano di Milano. In particolare, fu il Capitolium, che era dedicato alla Triade Capitolina, a dare alla toponomastica della Mediolanum dell'epoca, quando la città divenne capitale dell'Impero d'Occidente: dato che nel gruppo scultoreo principale del Capitolium, Giove era seduto al centro, con Minerva alla sua destra e Giunone a sinistra, fu deciso di destinare il castello difensivo nord occidentale, che si trovava alla destra del Capitolium, alla funzione di Castra Praetoria, ovvero a sede dei pretoriani, che erano un reparto militare che svolgeva compiti di guardia del corpo dell'imperatore (Minerva è infatti anche la dea della lealtà durante la lotta): la porta verso cui si accedeva a questo castello (che era esterno alle mura cittadine come gli altri tre) fu poi chiamata Porta Giovia.
La via Porticata, che era situata alla sinistra della statua di Giove e rivestiva il ruolo di "via trionfale" della città, fu costruita lungo l'ultimo tratto della strada proveniente da Roma, la via Mediolanum-Placentia, fuori quindi dalle mura cittadine: Giunone, la cui statua si trovava alla sinistra della figura di Giove, era infatti la dea legata al ciclo lunare dei primitivi popoli italici. 

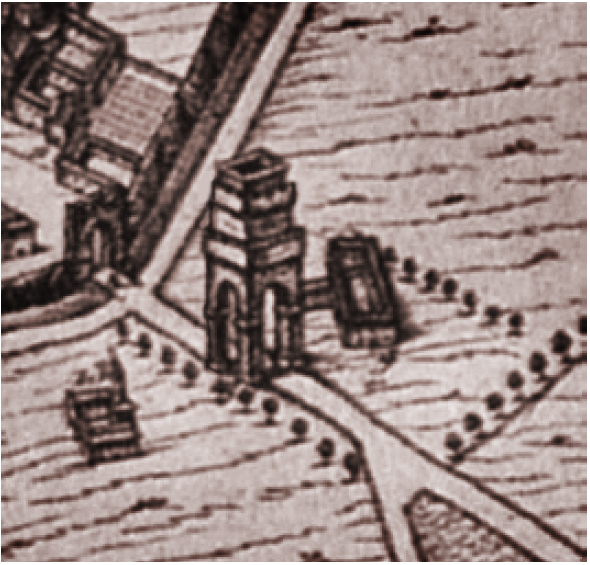
L'arco trionfale della via Porticata su un particolare di una mappa che rappresenta Milano nel 1158, disegnata da Domenico Aspari nel 1776

La via Porticata fu realizzata tra il 381 e il 382 dall'imperatore Graziano durante i contestuali e imponenti lavori di sistemazione del decumano (oggi corso di Porta Romana), di cui rappresentava l'estensione fuori dalle mura cittadine, come risposta politica nei confronti di sant'Ambrogio, con cui ebbe una proficua collaborazione, ma anche una saltuaria contrapposizione.
Sant'Ambrogio, infatti, nello stesso periodo, stava realizzando quattro basiliche, dette poi "ambrosiane" (la basilica prophetarum, la basilica martyrum, la basilica apostolorum e la basilica virginum), che furono collocate lungo gli assi viari più importanti di Milano.
Leggende popolari nate nel Medioevo volevano che la via Porticata fosse stata costruita dal console Marco Claudio Marcello, che assediò Milano nel 222 a.C. sottraendola alle tribù celtiche insubri che fondarono secoli prima il capoluogo meneghino, oppure dall'imperatore Massimiano, che fece di Milano, nel 286, la capitale dell'Impero romano d'Occidente, ruolo che conservò fino al 402.
L'arco trionfale fu distrutto durante l'assedio di Milano del 1162, che fu opera di Federico Barbarossa: a causa di questa operazione militare, durante la quale la città fu rasa al suolo, vennero distrutti, tra gli altri, molti altri monumenti ed edifici storici d'epoca romana. Nel Medioevo, prima della sua distruzione, quando aveva ormai da secoli perso la sua funzione originaria, l'arco trionfale fu trasformato in una torre fortificata.
I portici con le colonne, le botteghe e i negozi ebbero sorte differente. Complice il fatto che fossero all'esterno della città, dopo la caduta dell'Impero romano d'Occidente, iniziarono a essere oggetto di depredazioni e distruzioni da parte di barbari e predoni. Già un secolo dopo la loro costruzione, i portici erano già praticamente scomparsi, tranne alcune colonne che giunsero sino al Medioevo in stato di rovina.

## Descrizione

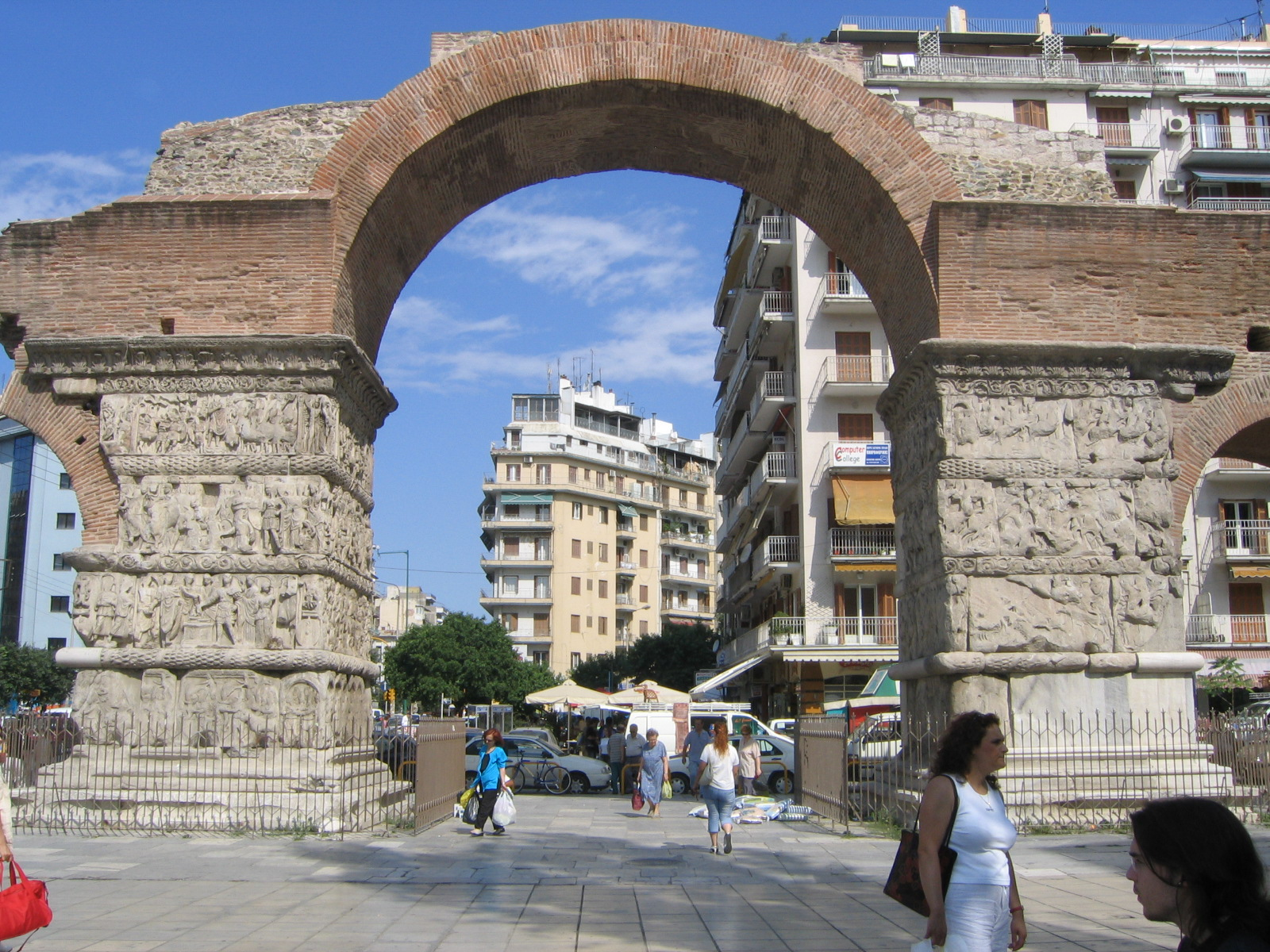
L'arco di Galerio di Salonicco, che era molto simile all'arco di trionfo della via Porticata di Milano

Come già accennato, la Via Porticata è stata una strada monumentale che era situata a Mediolanum (l'odierna Milano), fuori dalle mura cittadine, che iniziava da Porta Romana d'epoca romana e che terminava dopo 600 metri in direzione Placentia (la moderna Piacenza) con un arco trionfale. L'asse viario moderno lungo cui correva la via Porticata corrisponde a quello formato dagli odierni corso Lodi e corso di Porta Romana, mentre l'arco di trionfo si trovava all'altezza del moderno largo della Crocetta. Un tempo corso di Porta Romana era conosciuto come via Borgo Dritto, nome richiamante le peculiarità della Via Porticata, che era infatti caratterizzata da un andamento perfettamente rettilineo.
La via Porticata era lunga circa 600 metri, larga 9,30 metri compresi i marciapiedi, aveva il selciato lastricato con basoli ed era rialzata di 70 cm rispetto al terreno circostante per prevenire eventuali allagamenti dovuti alla presenza del fiume Seveso, che scorreva nelle sue vicinanze. Per superare il dislivello con le zone circostanti, furono probabilmente previsti, lungo i bordi del selciato della strada, dei fianchi che digradavano dolcemente verso le aree adiacenti alla strada, o forse venne realizzata una rampa di accesso in corrispondenza dell'arco di trionfo. 

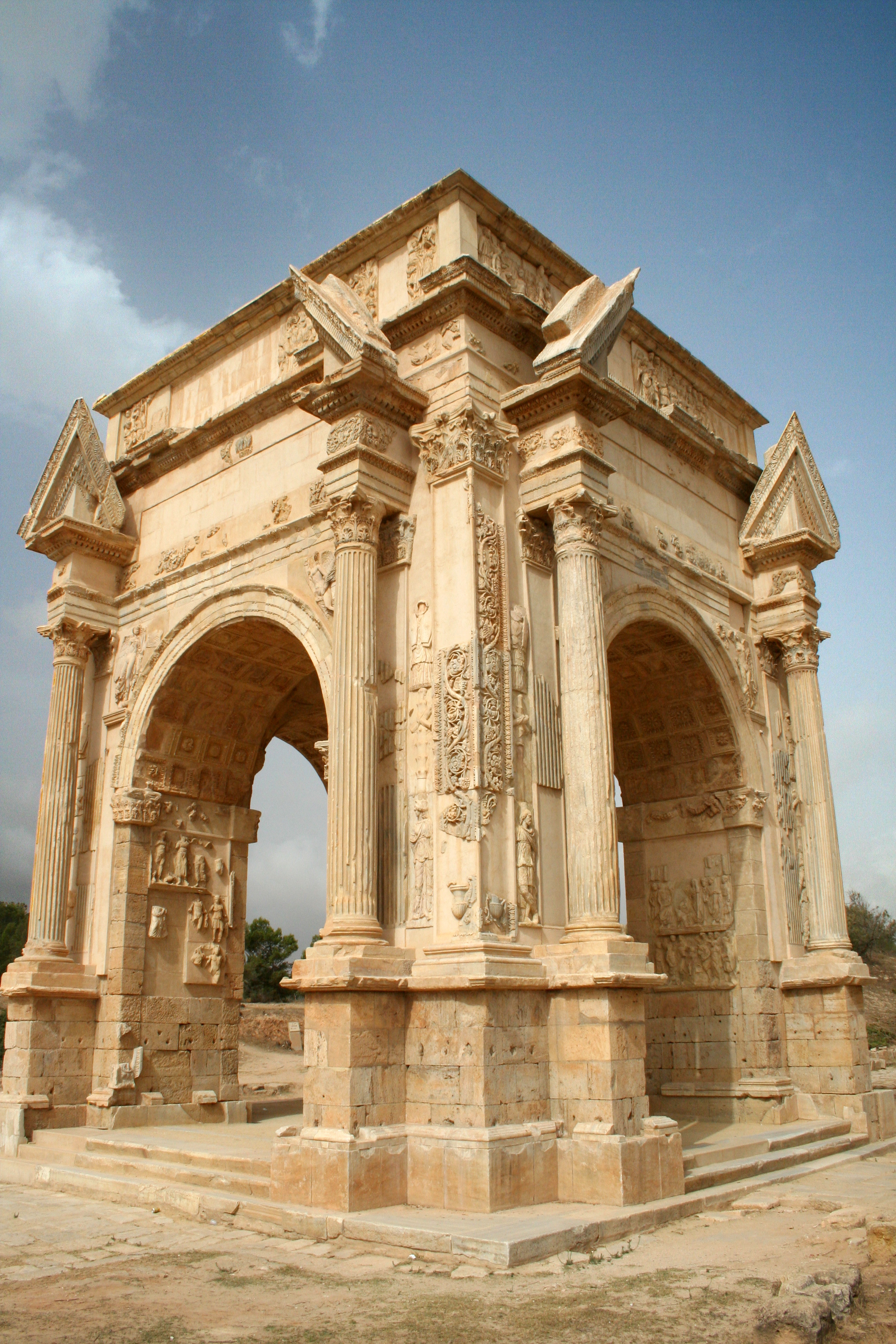
L'arco di Settimio Severo a Leptis Magna, anch'esso molto simile all'arco di trionfo della via Porticata di Milano

La via Porticata era affiancata da due portici con colonnato in pietra che correvano lungo tutta la lunghezza della strada da ambedue i lati. Sotto i portici erano presenti botteghe e negozi, che si trovavano in locali realizzati in laterizio: nel complesso, i portici, erano quindi un grande mercato coperto. Sotto il selciato della via Porticata era presente una fognatura che raccoglieva i reflui provenienti dalle botteghe e dai negozi, nonché l'acqua piovana che cadeva sulla strada. Molti dei locali che ospitavano le botteghe e i negozi erano affrescati.
L'arco trionfale, che era rivestito in marmo bianco, era costituito da tre fornici (quello centrale, dove passava il traffico, era largo 8,5 metri) che portavano la larghezza totale della struttura a 14,75 metri. L'altezza totale era invece di 12 metri. L'arco trionfale della via Porticata di Milano assomigliava all'arco dei Gavi di Verona, all'arco di Settimio Severo a Leptis Magna e all'arco di Galerio a Salonicco. Altri studiosi sostengono invece che i fornici fossero quattro, facendolo assomigliare all'arco di Marco Aurelio a Tripoli. L'arco trionfale della via Porticata, che era anche conosciuto come arco di Giano, era situato all'incrocio tra i moderni corso di Porta Romana, corso di Porta Vigentina e via Lamarmora, ovvero in corrispondenza del largo della Crocetta.

## Ritrovamenti archeologici
I ritrovamenti archeologici relativi alla via Porticata e al suo arco trionfale sono stati assai scarsi, e quindi è stato molto difficile, da parte degli archeologi, ricostruirne l'aspetto. In particolare sono stati trovati alcuni frammenti, di piccole dimensioni, degli affreschi dei locali che ospitavano le botteghe e i negozi.
Dell'intero colonnato sono giunti sino a noi uno dei capitelli dei portici (l'unico della Via Porticata che è sopravvissuto ai secoli), che è stato incorporato nella basilica di San Nazaro in Brolo, e quattro colonne (alcune di quelle, già menzionate, che sono giunte sino al Medioevo in stato di rovina), che sono state in seguito collocate sul retro dell'abside della basilica citata, esternamente all'edificio.
Durante i lavori di realizzazione della stazione Crocetta della linea 3 della metropolitana di Milano sono stati scoperti resti di edifici e di un monumento funebre che sono stati demoliti nella seconda metà del III secolo per poter permettere la realizzazione dell'arco di trionfo della via Porticata.

## Mappa dettagliata di Mediolanum

Mappa dell'antica Milano romana (Mediolanum) (secoli III-V) con indicate le mura e le porte romane di Milano, il foro romano di Milano, il teatro romano di Milano, l'anfiteatro romano di Milano, il circo romano di Milano, l'area del palazzo imperiale romano di Milano (in rosa più tenue), la zecca romana di Milano, le terme Erculee, il mausoleo imperiale di Milano, la via Porticata con l'arco trionfale, i magazzini annonari romani di Milano (lat. horrea), il porto fluviale romano di Milano, i castelli romani di Milano e le basiliche paleocristiane di Milano